# اندیس آوه دره ۲
آوه دره ۲ یک اندیس فلزی است که در حوالی شهر رامسر استان قزوین قرار دارد و مادهٔ معدنی موجود در آن، مس است.سنگ میزبان این اندیس آندزیت پورفیری ، آندزیت است  در این اندیس، پاراژنز‌های پیریت ، لیمونیت، هماتیت، کوارتز، کلسیت یافت می‌شوند.